# Saint-Gilles-du-Mené
Saint-Gilles-du-Mené (tiếng Breton: Sant-Jili-ar-Menez, Gallo: Saent-Jill) là một xã của tỉnh Côtes-d'Armor, thuộc vùng Bretagne, tây bắc Pháp.

## Dân số
Người dân ở Saint-Gilles-du-Mené được gọi là Saint-Gillois.